# Scythische Suite
De Scythische Suite, opus 20 is een orkestsuite van de Russische componist Sergej Prokofjev geschreven in 1915.

## Muziekstuk
De compositie is verdeeld in 4 delen en heeft een duur van ongeveer 20 minuten:
1. Aanroeping tot Veles en Ala - Barbaarse en kleurrijke muziek welke de Scythische aanroeping van de zon verwoordt.
2. De kwaadaardige God en de dans van de heidense monsters - Wanneer de Scythen een offer brengen aan Ala, dochter van Veles, maakt de kwaadaardige God een gewelddadige dans omringd door zeven monsters.
3. Nacht - De kwaadaardige God doet Ala pijn. De Maagden van de Maan dalen af om Ala te troosten.
4. De glorieuze uittocht van Lolli en de Cortège van De Zon - De held Lolli komt Ala redden. De Zonnegod helpt hem de kwaadaardige God te verslaan. Een overwinning wordt behaald en de suite eindigt met een muzikaal plaatje van de opkomst van de zon.

## Geschiedenis
Prokofjev schreef de muziek voor het ballet Ala i Lolli, dat over de Scythen gaat. De partituur werd geschreven op basis van de woorden van de Russische dichter Sergej Gorodetski. De Russische choreograaf Sergej Diaghilev toonde echter geen interesse in het ballet zodat Prokofjev zich genoodzaakt zag het ballet om te werken in een orkestsuite. De geplande première van het werk werd afgeblazen omdat er niet voldoende musici beschikbaar waren vanwege hun deelname aan de Eerste Wereldoorlog. 
Ondanks het feit dat er geen première had plaatsgevonden, slaagde muziekcriticus Leonid Sabaneyev erin om een negatieve recensie over het werk te produceren. Prokofjev wees deze recensie af als een hersenspinsel van Sabaneyev, aangezien de enige partituur van het werk in zijn eigen handen was. 
De daadwerkelijke première vond plaats in het Mariinskitheater in Sint-Petersburg op 3 januari 1916, waarbij Prokofjev zelf dirigeerde.